# Ormosia coutinhoi
Espèce
Classification phylogénétique
Statut de conservation UICN

 LC  : Préoccupation mineure
Synonymes
Selon Tropicos (11 juin 2022) et GBIF (11 juin 2022) :
- Macroule coutinhoi (Ducke) Pierce

Ormosia coutinhoi est une espèce de plantes à fleurs de la famille des Fabaceae. C'est un arbre néotropical.
L'épithète spécifique rend hommage à José Coutinho de Oliveira qui en récolté des échantillons en fleur.
Il est connu en Guyane sous les noms de Panacoco (en Guyane, Panacoco désigne les lianes et arbres à graines rouges et noires : Ormosia spp, Abrus precatorius, Rhynchosia phasaeolides), Neko udu grande feuille, Saint-martin blanc (Saint-martin rouge) (Créole)., Wanaku marikasmatgene, Wanaku purubumna (Palikur), Buiuçu (Portugais), Korokororo, Warabokkadan (Arawak); Nekoe-oedoe, Neko oudou aguitin, Lebi-kiabisi, Lebi kiabisi  (Nenge tongo), Haiari.
Ailleurs, on l'appelle Horse eye, Crook (Créole du Guyana), Korokororo, Korongpinbiu (Akawaio), Wanaka (Macushi), Korokororo (Arawak) au Guyana, Nekoe-oedoe (Sranan tongo, Nenge tongo), Lebi-kiabisi (Nenge tongo) au Suriname, Buiuçu au Brésil.

## Description
Ormosia coutinhoi est un arbre grand à moyen, atteignant 35 m de hauteur, à feuillage dense vert très foncé, à rameaux cylindriques, finement pubérulents-ferrugineux devenant glabres, et à bourgeons secs brun doré.
Ses feuilles sont alternes, composées, imparipennées à 5-ll folioles.
Les folioles sont glabres, très grandes (10-20 x 7-10 cm), pétiolulées, de forme ovale ou oblongue-ovale, à apex sub-aigu, à base obtuse ou cordée, avec les nervures médiane et secondaires très saillantes.
marges en développante.
Les inflorescences sont des panicules terminaux soyeux, blanchâtres, à très petites bractées et bractéoles, et à fleurs pédicellées.
Le calice est persistant ou caduc, coriace, argenté-soyeux, campanulé, long de 1(–1,5) cm pour 0,7-1 cm de large, à 5 dents longues de 0,4-0,5 cm.
L'étendard est suborbiculaire réfléchi.
Les ailes et la carène sont subégales.
L'ovaire est glabre, avec un stipe court.
Le fruit est une gousse ligneuse, déprimée, brun jaunâtre, glabre, globuleuse, à base effilée sur 0,5-2 cm, apex obtusement acuminé sur environ 0,2 cm, mesurant 6-7 x 4,5-5 x 2,5-3,5 cm (si elle contient 2 graines, la gousse est allongée mesurant 11(−13) x 4,5 x 2,5 cm, quelque peu resserrée entre les graines).
La sutures est arrondie, épaissies (jusqu'à 0,7 cm), et large de 0,3-0,4 cm.
Le péricarpe est épais de 0,3 à 0,5 cm.
Les 1(-2) graines, mesurant 3-4 x 2,5-3 x 1,5-2 cm, sont rouges (rouge brunâtre une fois sèches), avec une tache linéaire oblongue et noire,,.
Il se distingue des autres Ormosia par la grande taille de ses graines.

## Répartition
Ormosia coutinhoi est présent commun dans le nord-est de l'Amazonie (Pará), et apparemment plus rare le long des fleuves des Guyanes (fréquent dans les forêts inondables de basse Guyane),,.

## Écologie
Ormosia coutinhoi est un arbre de taille moyenne à grande, peu commun à fréquent, que l'on rencontre dans les forêts marécageuses, les forêts inondables, et le long des cours d'eau dans les Guyanes.
Ses graines flottantes sont hydrochores et peuvent ainsi être transportées sur de longues distances le long des fleuves, voire jusqu'en mer (il n'est cependant pas certain qu'elles survivent à l'eau salée).

## Utilisation
Ormosia coutinhoi est connu pour ses grosses graines rougeâtre dures (les plus grosses des Ormosia) souvent employées pour la fabrication de bijoux (ex : bijoux artisanaux fabriqués à partir de graines sauvages au Guyana), et commercialisées jusqu'en Europe.
Le bois brun-jaune à veines foncées de Ormosia coutinhoi présente un aspect pelucheux, est moyen dans ses qualités mécaniques, sa densité et sa durabilité et sert dans l'ameublement bas de gamme au Suriname,,.
Ormosia coutinhoi est la base d'un remède contre la fièvre chez les Palikur de Guyane et chez les Caboclos du bas Amazone : on administre en friction corporelle, en bain ou en bain de vapeur, la décoction de l'écorce du tronc broyée en morceaux.
L'écorce interne sert à soulager les rhumatismes et les graines râpées à apaiser les rages de dent au Guyana.
Les graines sont utilisées pour provoquer la sudation et pour traiter les rhumatismes par les Amérindiens de Kurupukari (en) (Guyana),,,.

## Chimie
Les espèces du genre Ormosia contiennent des alcaloïdes quinolizidinique dipipéridinique (spartéine et lupanine) qui en plus de leur toxicité notable, présentent des activités hypnotiques, morphiniques, anti-arythmiques, diurétiques et affectent la vision.
On a par ailleurs isolé dans Ormosia coutinhoi du lupéol, de l'acétate de lupéol et de la lupénone (un acide gras estérifié par le lupéol)
L'écorce de son tronc contient des alcaloïdes (homopodopétaline, lupanine, homo-18-épiormosanine, podopélaline, 11-oxo-tétrahydro-rhombifoline).

## Protologue
En 1922, le botaniste Ducke propose le protologue suivant pour Ormosia coutinhoi Ducke, 1922) :
« Ormosia Coutinhoi Dickk n. sp. (planche 9 et 10 a).

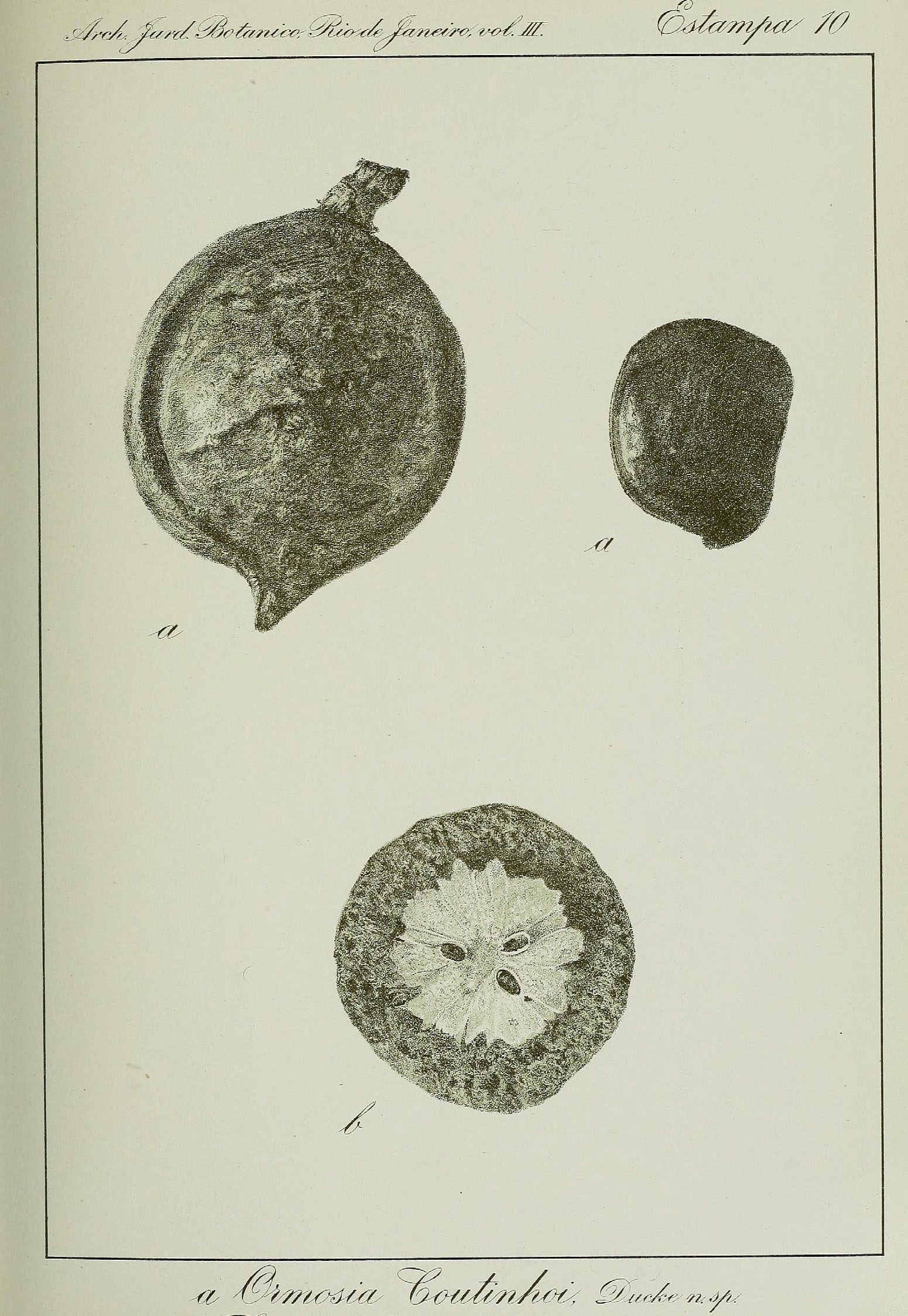
Ormosia Coutinhoi : planche 10a dans l'article original de Ducke
(planche 10b Duckesia verrucosa (Ducke) Cuatrec.)
lien biodiversitylibrary.org

Sectionis I (Macrocarpae) species unica. Arbor mediana vel submagna, speciosa, ramulis novellis minutissime ferruginescenti-puberulis mox glabratis, foliis saepe ultra 40 cm. longis, 4-ad 9-foliolatis ; foliola petiolulo crassissimo 1 ad 1 1/2 cm. longo, rigide coriacea glabra, utrinque nitida, pleraque 10 ad 20 cm. longa, 7 ad 10 cm. lata, ovata vel oblongo-ovata, basi obtusa interdum cordata, apice plus minusve acuta, costis subtus valde prominentibus, secundariis paucis, dissitis. Panicula terminalis ampla e racemis dissitifloris composita, rhachidibus et pedicellis dense albi-dosericeis. Bracteae bracteolaeque minimae, acutae. Pediceili 3 ad 4 mm. longi. Calix circa 1 cm. longus apice 3/4 cm. latus, parum obliquas, crasse coriaceus, nigrescens, argenteosericeus, hujus dentes superiores reliquis altius connati at paruna maiores modice curvati. Petala glabra, violacea apice et marginibus atroviolaceis, unguiculis et vexilli centro albidis vel flavidis ; vexillum circa 1 1/2 cm. longum ac latum fere orbiculare, reflexum, basi breviter sat late unguiculatum apice medio profunde emarginatum interdum ultra médium fissum ; alae et carinae inter se subaequales, liberae, curvato-convexae obliquae, breviter ac tenuiter unguiculatae. Staminum glabrorum 5 longiora, 5 breviora, filamentis apice curvatis, antheris dorsifixis. Ovarium glabrum, breviter stipitatum, 3-ad 7-ovulatum, stylo apice recurvo, stigmate laterali. Legumen omnino indehiscens, ligneum, compressum. sutura carinali incrassata, basi late ac breviter stipitatum, saepissime uniseminatum orbiculare 6 ad 7 cm. longum ac latum, medio circa 3 1/2 cm. crassum, rarius biseminatunt biorbiculare inter semina valde restrictum circa 13 cm. longum. Sémen transversum, compressum, 3 ad 4 cm. longum, 2 1/2 ad 3 1/2 cm. latum, 1 1/2 ad 2 cm. crassum, oblique ovatum rarius subreniforme, modice vel paulo nitidum, brunnescenti-rubrum hilo nigro late semicinctuni.
Habitat in silvis marginalibus plus minusve inundatis rivulorum circa Belém do Pará, 1. A. Ducke 25-6-1916, florif (n. 16.188) ; 12-3-1917 fruct. mat. (n. 16.798) ; prope Quatipurú 11-1916 fructibus immaturis (numero 16.572) ; prope Cametá. Gurupá et Porto de Moz a me visa. "Buiussú" appellatur.

Arbre de moyenne taille ou assez grand qui, au milieu de l’"igapó" (forêt inondée) marginal des petits cours d'eau de la région de l'estuaire amazonien et littorale à l'est de cellui-ci, se détache par ses feuiUes três grandes d'un vert foncé, luisant. Les grosses semences, entièrement rouges á l'exception du hile, sont bien connues des habitants de la région par la circonstance qu'on les rencontre souvent flottant sur l'eau des rivières; on les confond parfois avec les fèves de Mucuna altissima sous le nom d’olho de boi (œil de bœuf). Le bois est blanchâtre, fibreux, grossier et n'a pas de valeur. — Cet arbre ne fleurit qu'à de très longs intervalles et c'est seulement grâce à l'amabilité de mes amis mrs. César (docteur en droit) et José Coutinho de Oliveira que j'ai pu enfin, après plusieurs années de recherche, connaitre un individu florifère. »
— Walter Adolpho Ducke, 1922.